# Alexander Petzholdt

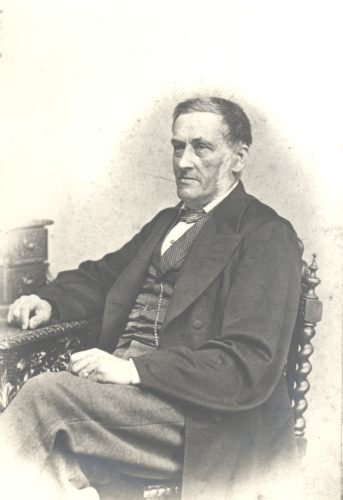
Alexander Petzholdt

Alexander Petzholdt (vollständiger Name: Alexander Georg Paul Petzholdt; * 29. Januar 1810 in Dresden, Königreich Sachsen; † 23. April 1889 in Freiburg im Breisgau) war ein deutscher Arzt und Agrarwissenschaftler.

## Leben
Petzholdt studierte Medizin an der Universität Leipzig und war  seit 1838 als praktischer Arzt in Dresden tätig. Gleichzeitig hielt er dort naturwissenschaftliche Vorträge bei Veranstaltungen wissenschaftlicher Gesellschaften. Sein Interesse galt in jenen Jahren besonders der Agrikulturchemie. Er stand in engem Kontakt mit Justus von Liebig und unterstützte vehement dessen Lehre von der Mineralstoffernährung der Pflanzen.
Von 1846 bis 1872 wirkte Petzholdt als Professor für Landwirtschaft und landwirtschaftliche Technologie an der Universität Dorpat (heute: Tartu, Estland). Die 1802 von Deutschbalten neu gegründete Universität war damals die einzige deutschsprachige Universität des Russischen Kaiserreiches. Im Auftrag der russischen Regierung unternahm Petzholdt ausgedehnte Forschungsreisen. Durch seine zahlreichen Bücher wurde er ein bedeutender Anreger für Verbesserungen in der russischen Landwirtschaft. Seit 1873 lebte Petzhold in Freiburg/Breisgau.

## Schriften (Auswahl)
- Populäre Vorlesungen über Agriculturchemie in der Ökonomischen Gesellschaft für das Königreich Sachsen während des Winterhalbjahres 1843/44 gehalten. Leipzig 1844; 2. umgearbeitete Aufl. unter dem Titel Die Agriculturchemie in populären Vorlesungen. Leipzig 1846.
- Geologie, Verlag Carl B. Lorck, 1845 Leipzig, 2. durchaus umgearbeitete und stark vermehrte Auflage.
- Der neu erfundene Patent-Dünger des Prof. Dr. Justus Liebig in Gießen. Aus dem Englischen übersetzt und mit erläuternden Zusätzen begleitet. Leipzig und Dresden 1846; 2. Auflage ebenda 1847.
- Der Kaukasus, eine naturhistorische, sowie land- und forstwirthschaftliche Studie (ausgeführt in den Jahren 1863 und 1864). 2 Bände, Leipzig 1866 und 1867.